# Gli amici di Nick Hezard
Gli amici di Nick Hezard è un film del 1976 diretto da Fernando Di Leo.
Il film trae evidentemente spunto da La stangata, del 1973, con protagonisti Paul Newman e Robert Redford.

## Trama
Nick Hezard è un abile truffatore, il cui migliore amico viene ucciso da Robert Clark e i suoi scagnozzi. Deciso a vendicarlo, con l'aiuto dalla madre, crea una squadra di truffatori e organizza un "orologio" ai danni del losco criminale, che consiste all'inizio a obbligare Clark a versare un'ingente somma di denaro ai truffatori e poi a inscenare l'omicidio d'una ragazza, seguito da un finto processo contro Clark. Questi cade nella trappola e viene costretto a fuggire in Venezuela in cambio però della somma in denaro versatagli dalle assicurazioni.

## Distribuzione
Distribuito nei cinema italiani il 29 aprile 1976, il film ha incassato complessivamente 427.272.200 lire dell'epoca.